# Неофит II Берски
Неофит (на гръцки: Νεόφυτος, Неофитос) е православен духовник, берски митрополит на Вселенската патриаршия.

## Биография
„Неофит Берски от Атина“ е ктитор на живописта в католикона на Великата Лавра на Света гора – около 1535 година. Споменат е и като „бивш берски“ в надпис в манастира.